# Wallmerod
Wallmerod település Németországban, Rajna-vidék-Pfalz tartományban. Lakosainak száma 1511 fő (2023. december 31.).

## Népesség
A település népességének változása:
| Lakosok száma | 756  | 1413 | 1431 | 1457 | 1503 | 1511 |
|               | 1975 | 2017 | 2019 | 2021 | 2022 | 2023 |